# Томсон, Билли
Уильям Маршалл Томсон (англ. William Marshall Thomson; 10 февраля 1958, Linwood — 6 февраля 2023) — шотландский футболист и футбольный тренер, играл на позиции вратаря.

## Биография

### Клубная карьера
Начинал профессиональную карьеру в клубе «Партик Тисл», в котором был дублёром основного вратаря Алана Рафа. Он регулярно играл в кубковых турнирах, но в лиге сыграл только один матч. В 1978 году был продан в «Сент-Миррен» за 40 000 фунтов стерлингов. Он играл за «Сент-Миррен» в течение шести сезонов, сыграл в общей сложности за эту команду 317 матчей.
В 1984 году перешёл в «Данди Юнайтед», в составе которого отыграл семь сезонов. В сезоне 1984/85 он был дублёром Хэмиша Макалпайна, а затем стал основным голкипером «мандариновых». Вместе с командой он дошёл до финала Кубка УЕФА 1987 года, в котором по итогам двухматчевого противостояния шотландский клуб проиграл шведскому «Гётеборгу». Всего в общей сложности сыграл за «Данди Юнайтед» более 200 матчей.
В 1991 году перешёл в «Мотеруэлл»; сумма этого трансфера составила 50 000 фунтов стерлингов. За эту команду он играл в течение трёх сезонов и сыграл во всех турнирах 59 матчей.
В 1994 году перешёл в «Рейнджерс», в составе которого играл в течение двух сезонов. Летом 1996 года в качестве свободного агента перешёл в «Данди», за который играл в течение одного сезона. В общей сложности он сыграл во всех турнирах 33 матча. Завершил игровую карьеру в 1997 году.

### Карьера в сборной
Дебютировал за сборную Шотландии 16 мая 1980 года в матче со сборной Северной Ирландии — Шотландия проиграла тот матч со счётом 1:0. Он играл в матчах отборочного турнира на чемпионат мира 1982 года. Сборная Шотландии пробилась на чемпионат мира, но Томсон не был включён в итоговую заявку. Всего за сборную Шотландии сыграл 7 матчей.

### Тренерская карьера
Работал тренером вратарей в «Данди», «Рейнджерс» и «Странраере».

### Смерть
Скончался 6 февраля 2023 года в возрасте 64 лет, не дожив четырёх дней до 65-летия.